# هدی‌هات‌سنت‌مارتون
هِدی‌هات‌سِنت‌مارتون (به مجاری:  Hegyhátszentmárton) یک شهرداری در مجارستان است که در واش واقع شده‌است. هدی‌هات‌سنت‌مارتون ۱۲٫۷۴ کیلومتر مربع مساحت و ۷۳ نفر جمعیت دارد.